# Luxemburg op de Olympische Zomerspelen 1972
Luxemburg nam deel aan de Olympische Zomerspelen 1972 in München, West-Duitsland. Voor de vijfde keer op rij werd geen medaille gewonnen.

## Deelnemers en resultaten

### Atletiek
| Olympiër     | Discipline            | Resultaat | Prestatie |
| ------------ | --------------------- | --------- | --------- |
| Charles Sowa | 20km snelwandelen (m) | 18e       | 1:36.23,8 |
| Charles Sowa | 50km snelwandelen (m) | 10e       | 4:14.21,2 |

### Boogschieten
| Olympiër           | Discipline      | Resultaat | Prestatie                                                                              |
| ------------------ | --------------- | --------- | -------------------------------------------------------------------------------------- |
| Marcel Balthasar   | individueel (m) | 39e       | 1ste ronde: 36ste met 1144 punten 2de ronde: 43ste met 1141 punten totaal: 2285 punten |
|                    |                 |           |                                                                                        |
| Nelly Wies-Weyrich | individueel (v) | 24e       | 1ste ronde: 23ste met 1144 punten 2de ronde: 33ste met 1108 punten totaal: 2252 punten |

### Schermen
| Olympiër                                                         | Discipline     | Resultaat | Prestatie |
| ---------------------------------------------------------------- | -------------- | --------- | --- |
| Alain Anen                                                       | degen (m)      | 68e       | 1ste ronde groep I: 6de met 1 overwinning                                                                                     |
| Remo Manelli                                                     | degen (m)      | 64e       | 1ste ronde groep E: 6de met 1 overwinning                                                                                     |
| Robert Schiel                                                    | degen (m)      | 16e       | 1ste ronde groep D: 2de met 2 overwinningen 2de ronde groep A: 3de met 3 overwinningen kwartfinale D: 4de met 2 overwinningen |
| Alain Anen Aly Doerfel Romain Manelli Remo Manelli Robert Schiel | degen team (m) | 11e       | 1ste ronde groep D: 3de met 0 overwinningen                                                                                   |

### Schietsport
| Olympiër     | Discipline          | Resultaat | Prestatie                                        |
| ------------ | ------------------- | --------- | ------------------------------------------------ |
| Michel Braun | 25m snelvuurpistool | 39e       | kwalificatie: 38ste met 577 punten (197-196-184) |

### Wielersport
| Olympiër      | Discipline       | Resultaat | Prestatie |
| ------------- | ---------------- | --------- | --------- |
| Lucien Didier | wegwedstrijd (m) | 56e       | 4:17.13,0 |
| Erny Kirchen  | wegwedstrijd (m) | 27e       | 4:15.21,0 |

Afghanistan · Albanië · Algerije · Amerikaanse Maagdeneilanden · Argentinië · Australië · Bahama's · Barbados · België · Bermuda · Birma · Bolivia · Bondsrepubliek Duitsland · Brazilië · Brits-Honduras · Bulgarije · Canada · Ceylon · Chili · Colombia · Congo-Brazzaville · Costa Rica · Cuba · Dahomey · Denemarken · Dominicaanse Republiek · Duitse Democratische Republiek · Ecuador · Egypte · El Salvador · Ethiopië · Fiji · Filipijnen · Finland · Frankrijk · Gabon · Ghana · Griekenland · Groot-Brittannië · Guatemala · Guyana · Haïti · Hongarije · Hongkong · Ierland · IJsland · India · Indonesië · Iran · Israël · Italië · Ivoorkust · Jamaica · Japan · Joegoslavië · Kameroen · Kenia · Khmerrepubliek · Koeweit · Lesotho · Libanon · Liberia · Liechtenstein · Luxemburg · Madagaskar · Malawi · Maleisië · Mali · Malta · Marokko · Mexico · Monaco · Mongolië · Nederland · Nederlandse Antillen · Nepal · Nicaragua · Nieuw-Zeeland · Niger · Nigeria · Noord-Korea · Noorwegen · Oeganda · Oostenrijk · Opper-Volta · Pakistan · Panama · Paraguay · Peru · Polen · Portugal · Puerto Rico · Roemenië · San Marino · Saoedi-Arabië · Senegal · Singapore · Soedan · Somalië · Sovjet-Unie · Spanje · Suriname · Swaziland · Syrië · Taiwan · Tanzania · Thailand · Togo · Trinidad en Tobago · Tsjaad · Tsjecho-Slowakije · Tunesië · Turkije · Uruguay · Venezuela · Verenigde Staten · Vietnam · Zambia · Zuid-Korea · Zweden · Zwitserland